# Golden Globe de la meilleure actrice dans un film dramatique

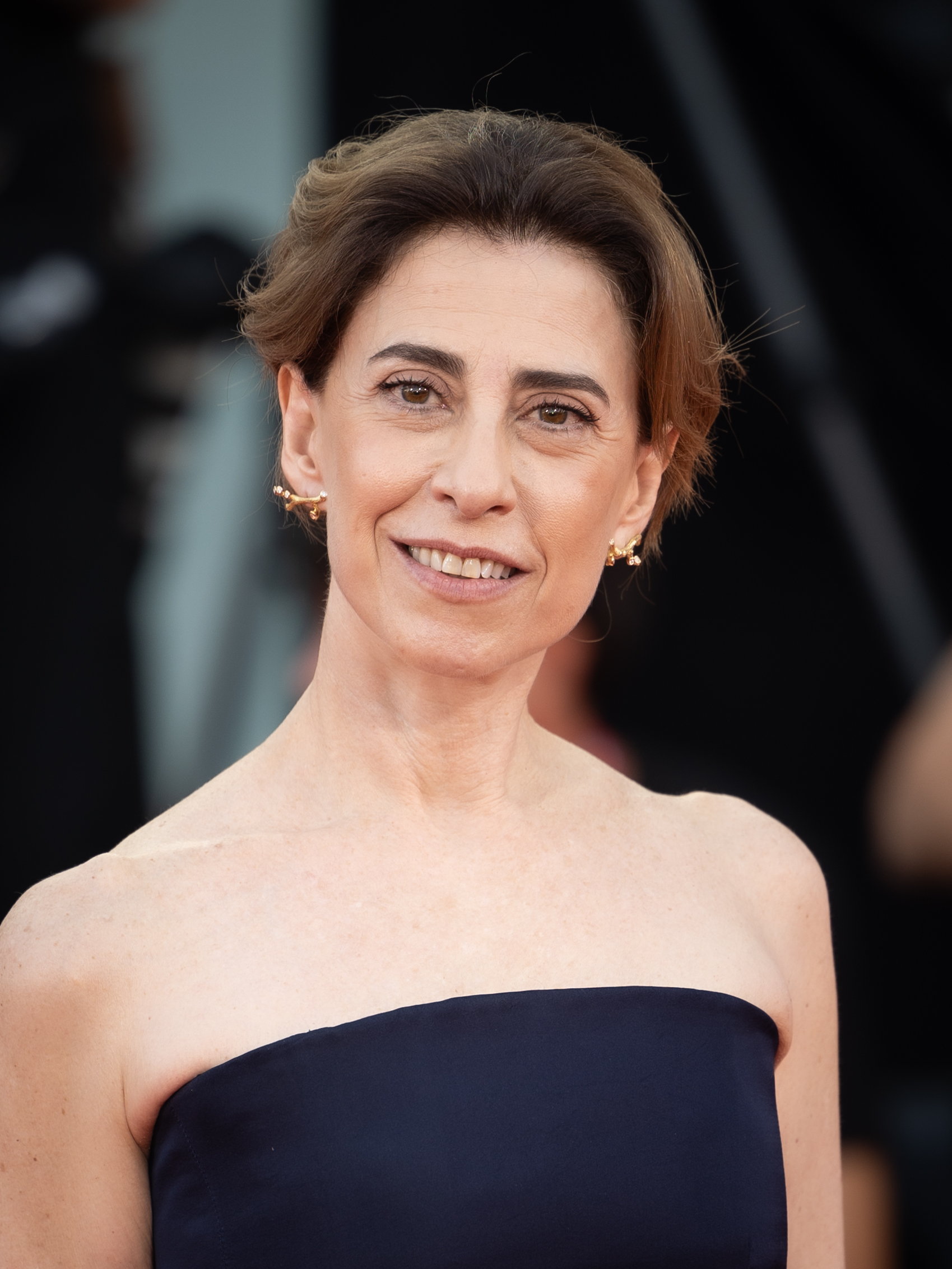
Fernanda Torres, sa plus récente récipiendaire, remporte le prix lors de la 82e cérémonie des Golden Globes pour son interprétation d'Eunice Paiva dans Je suis toujours là.

Le Golden Globe de la meilleure actrice dans un film dramatique (Golden Globe Award for Best Actress – Motion Picture Drama) est une récompense cinématographique décernée annuellement depuis 1951 par la Hollywood Foreign Press Association.
Cette récompense est née de la scission du Golden Globe de la meilleure actrice décerné de 1944 à 1950.

## Palmarès
Note : les gagnants sont indiqués en gras. Le symbole « ♕ » rappelle le gagnant et « ♙ » une nomination à l'Oscar de la meilleure actrice la même année.
Pour les lauréates de 1943 à 1950, voir Golden Globe de la meilleure actrice.

### Années 1950
| Année | Actrice             | Rôle                                | Film                         |
| ----- | ------------------- | ----------------------------------- | ---------------------------- |
| 1951  | Gloria Swanson      | Norma Desmond                       | Boulevard du crépuscule      |
| 1951  | Bette Davis         | Margo Channing                      | Ève                          |
| 1952  | Jane Wyman          | Louise « Loulou » Mason             | La Femme au voile bleu       |
| 1952  | Vivien Leigh        | Blanche DuBois                      | Un tramway nommé Désir       |
| 1952  | Shelley Winters     | Alice Tripp                         | Une place au soleil          |
| 1953  | Shirley Booth       | Lola Delaney                        | Reviens petite Sheba         |
| 1953  | Joan Crawford       | Myra Hudson                         | Le Masque arraché            |
| 1953  | Olivia de Havilland | Rachel Sangalletti Ashley           | Ma cousine Rachel            |
| 1954  | Audrey Hepburn      | Anne « Anya Smith »                 | Vacances romaines            |
| 1955  | Grace Kelly         | Georgie Elgin                       | Une fille de la province     |
| 1956  | Anna Magnani        | Serafina Delle Rose                 | La Rose tatouée              |
| 1957  | Ingrid Bergman      | Anya Koreff / Anastasia Nikolaïevna | Anastasia                    |
| 1957  | Carroll Baker       | Fanny                               | La Poupée de chair           |
| 1957  | Helen Hayes         | Maria Fedorovna                     | Anastasia                    |
| 1957  | Audrey Hepburn      | Natacha Rostov                      | Guerre et Paix               |
| 1957  | Katharine Hepburn   | Lizzie Curry                        | Le Faiseur de pluie          |
| 1958  | Joanne Woodward     | Eve White / Eve Black / Jane        | Les Trois Visages d'Ève      |
| 1958  | Marlene Dietrich    | Christine Vole                      | Témoin à charge              |
| 1958  | Deborah Kerr        | Sœur Angela                         | Dieu seul le sait            |
| 1958  | Anna Magnani        | Gioia                               | Car sauvage est le vent      |
| 1958  | Eva Marie Saint     | Celia Pope                          | Une poignée de neige         |
| 1959  | Susan Hayward       | Barbara Graham                      | Je veux vivre !              |
| 1959  | Ingrid Bergman      | Gladys Aylward                      | L'Auberge du sixième bonheur |
| 1959  | Deborah Kerr        | Sibyl Railton-Bell                  | Tables séparées              |
| 1959  | Shirley MacLaine    | Ginnie Moorehead                    | Comme un torrent             |
| 1959  | Jean Simmons        | Charlotte Bronn                     | Retour avant la nuit         |

### Années 1960
| Année | Actrice           | Rôle                              | Film                           |
| ----- | ----------------- | --------------------------------- | ------------------------------ |
| 1960  | Elizabeth Taylor  | Catherine Holly                   | Soudain l'été dernier          |
| 1960  | Audrey Hepburn    | Sœur Luke / Gabrielle van der Mal | Au risque de se perdre         |
| 1960  | Katharine Hepburn | Valeris Venable                   | Soudain l'été dernier          |
| 1960  | Lee Remick        | Laura Manion                      | Autopsie d'un meurtre          |
| 1960  | Simone Signoret   | Alice Aisgill                     | Les Chemins de la haute ville  |
| 1961  | Greer Garson      | Eleanor Roosevelt                 | Sunrise at Campobello          |
| 1961  | Doris Day         | Kit Preston                       | Piège à minuit                 |
| 1961  | Nancy Kwan        | Suzie Wong                        | Le Monde de Suzie Wong         |
| 1961  | Jean Simmons      | Sœur Sharon Falconer              | Elmer Gantry le charlatan      |
| 1961  | Elizabeth Taylor  | Gloria Wandrous                   | La Vénus au vison              |
| 1962  | Geraldine Page    | Alma Winemiller                   | Été et Fumées                  |
| 1962  | Leslie Caron      | Fanny                             | Fanny                          |
| 1962  | Shirley MacLaine  | Martha Dobie                      | La Rumeur                      |
| 1962  | Claudia McNeil    | Lena Younger                      | Un raisin au soleil            |
| 1962  | Natalie Wood      | Wilma Dean Loomis                 | La Fièvre dans le sang         |
| 1963  | Geraldine Page    | Alexandra Del Lago                | Doux Oiseau de jeunesse        |
| 1963  | Anne Bancroft     | Annie Sullivan                    | Miracle en Alabama             |
| 1963  | Bette Davis       | Jane Hudson                       | Qu'est-il arrivé à Baby Jane ? |
| 1963  | Katharine Hepburn | Mary Tyrone                       | Long voyage vers la nuit       |
| 1963  | Glynis Johns      | Teresa Harnish                    | Les Liaisons coupables         |
| 1963  | Melina Mercouri   | Phèdre                            | Phaedra                        |
| 1963  | Lee Remick        | Kirsten Arnesen Clay              | Le Jour du vin et des roses    |
| 1963  | Susan Strasberg   | Rosanna                           | Aventures de jeunesse          |
| 1963  | Shelley Winters   | Charlotte Haze                    | Lolita                         |
| 1963  | Susannah York     | Cecily Koertner                   | Freud, passions secrètes       |
| 1964  | Leslie Caron      | Jane Fosset                       | La Chambre indiscrète          |
| 1964  | Polly Bergen      | Lorna Melford                     | La Cage aux femmes             |
| 1964  | Geraldine Page    | Carrie Berniers                   | Le Tumulte                     |
| 1964  | Rachel Roberts    | Margaret Hammond                  | Le Prix d'un homme             |
| 1964  | Romy Schneider    | Annemarie von Hartman             | Le Cardinal                    |
| 1964  | Alida Valli       | La Italiana                       | El hombre de papel             |
| 1964  | Marina Vlady      | Regina                            | Le Lit conjugal                |
| 1964  | Natalie Wood      | Angie Rossini                     | Une certaine rencontre         |
| 1965  | Anne Bancroft     | Jo Armitage                       | Le Mangeur de citrouilles      |
| 1965  | Ava Gardner       | Maxine Faulk                      | La Nuit de l'iguane            |
| 1965  | Rita Hayworth     | Lili Alfredo                      | Le Plus Grand Cirque du monde  |
| 1965  | Geraldine Page    | Evie Jackson                      | Dear Heart                     |
| 1965  | Jean Seberg       | Lilith Arthur                     | Lilith                         |
| 1966  | Samantha Eggar    | Miranda Grey                      | L'Obsédé                       |
| 1966  | Julie Christie    | Diana Scott                       | Darling chérie                 |
| 1966  | Elizabeth Hartman | Selina D'Arcey                    | Un coin de ciel bleu           |
| 1966  | Simone Signoret   | La Condesa                        | La Nef des fous                |
| 1966  | Maggie Smith      | Desdémone                         | Othello                        |
| 1967  | Anouk Aimée       | Anne Gauthier                     | Un homme et une femme          |
| 1967  | Ida Kamińska      | Rozalia Lautmannová               | Le Miroir aux alouettes        |
| 1967  | Virginia McKenna  | Joy Adamson                       | Vivre libre                    |
| 1967  | Elizabeth Taylor  | Martha                            | Qui a peur de Virginia Woolf ? |
| 1967  | Natalie Wood      | Alva Starr                        | Propriété interdite            |
| 1968  | Edith Evans       | Maggie Ross                       | Les Chuchoteurs                |
| 1968  | Faye Dunaway      | Bonnie Parker                     | Bonnie et Clyde                |
| 1968  | Audrey Hepburn    | Susy Hendrix                      | Seule dans la nuit             |
| 1968  | Katharine Hepburn | Christina Drayton                 | Devine qui vient dîner...      |
| 1968  | Anne Heywood      | Ellen March                       | Le Renard                      |
| 1969  | Joanne Woodward   | Rachel Cameron                    | Rachel, Rachel                 |
| 1969  | Mia Farrow        | Rosemary Woodhouse                | Rosemary's Baby                |
| 1969  | Katharine Hepburn | Aliénor d'Aquitaine               | Le Lion en hiver               |
| 1969  | Vanessa Redgrave  | Isadora Duncan                    | Isadora                        |
| 1969  | Beryl Reid        | June Buckridge                    | Faut-il tuer Sister George ?   |

### Années 1970
| Année | Actrice          | Rôle                | Film                                                                |
| ----- | ---------------- | ------------------- | ------------------------------------------------------------------- |
| 1970  | Geneviève Bujold | Anne Boleyn         | Anne des mille jours                                                |
| 1970  | Jane Fonda       | Gloria              | On achève bien les chevaux                                          |
| 1970  | Liza Minnelli    | Pookie Adams        | Pookie                                                              |
| 1970  | Jean Simmons     | Mary Wilson         | The Happy Ending                                                    |
| 1970  | Maggie Smith     | Jean Brodie         | Les Belles Années de miss Brodie                                    |
| 1971  | Ali MacGraw      | Jennifer Cavalleri  | Love Story                                                          |
| 1971  | Faye Dunaway     | Lous Andreas Sand   | Portrait d'une enfant déchue                                        |
| 1971  | Glenda Jackson   | Gudrun Brangwen     | Love                                                                |
| 1971  | Melina Mercouri  | Nina Kacewa         | La Promesse de l'aube                                               |
| 1971  | Sarah Miles      | Rosy Ryan           | La Fille de Ryan                                                    |
| 1972  | Jane Fonda       | Bree Daniels        | Klute                                                               |
| 1972  | Dyan Cannon      | Julie               | Des amis comme les miens                                            |
| 1972  | Glenda Jackson   | Élisabeth Ire       | Marie Stuart, reine d'Écosse                                        |
| 1972  | Vanessa Redgrave | Marie Stuart        | Marie Stuart, reine d'Écosse                                        |
| 1972  | Jessica Walter   | Rita Walden         | Un frisson dans la nuit                                             |
| 1973  | Liv Ullmann      | Kristina            | Les Émigrants                                                       |
| 1973  | Trish Van Devere | Amy Brower          | La Femme sans mari                                                  |
| 1973  | Diana Ross       | Billie Holiday      | Lady Sings the Blues                                                |
| 1973  | Cicely Tyson     | Rebecca Morgan      | Sounder                                                             |
| 1973  | Tuesday Weld     | Maria Wyeth Lang    | Play It as It Lays                                                  |
| 1973  | Joanne Woodward  | Beatrice Hunsdorfer | De l'influence des rayons gamma sur le comportement des marguerites |
| 1974  | Marsha Mason     | Maggie Paul         | Permission d'aimer                                                  |
| 1974  | Ellen Burstyn    | Chris MacNeill      | L'Exorciste                                                         |
| 1974  | Barbra Streisand | Katie               | Nos plus belles années                                              |
| 1974  | Elizabeth Taylor | Barbara Sawyer      | Les Noces de cendre                                                 |
| 1974  | Joanne Woodward  | Rita Walden         | Summer Wishes, Winter Dreams                                        |
| 1975  | Gena Rowlands    | Mabel Longhetti     | Une femme sous influence                                            |
| 1975  | Ellen Burstyn    | Alice Hyatt         | Alice n'est plus ici                                                |
| 1975  | Faye Dunaway     | Evelyn Mulwray      | Chinatown                                                           |
| 1975  | Valerie Perrine  | Honey Bruce         | Lenny                                                               |
| 1975  | Liv Ullmann      | Marianne            | Scènes de la vie conjugale                                          |
| 1976  | Louise Fletcher  | Infirmière Ratched  | Vol au-dessus d'un nid de coucou                                    |
| 1976  | Karen Black      | Faye Greener        | Le Jour du fléau                                                    |
| 1976  | Faye Dunaway     | Katherine Hale      | Les Trois Jours du Condor                                           |
| 1976  | Marilyn Hassett  | Jill Kinmont        | Un jour, une vie                                                    |
| 1976  | Glenda Jackson   | Hedda Gabler        | Hedda                                                               |
| 1977  | Faye Dunaway     | Diana Christensen   | Network : Main basse sur la télévision                              |
| 1977  | Glenda Jackson   | Sarah Bernhardt     | The Incredible Sarah                                                |
| 1977  | Sarah Miles      | Anne Osborne        | Le Marin qui abandonna la mer                                       |
| 1977  | Talia Shire      | Adrian Pennino      | Rocky                                                               |
| 1977  | Liv Ullmann      | Jenny Isaksson      | Face à face                                                         |
| 1978  | Jane Fonda       | Lillian Hellman     | Julia                                                               |
| 1978  | Anne Bancroft    | Emma Jacklin        | Le Tournant de la vie                                               |
| 1978  | Diane Keaton     | Theresa Dunn        | À la recherche de Mister Goodbar                                    |
| 1978  | Kathleen Quinlan | Deborah Blake       | Jamais je ne t'ai promis un jardin de roses                         |
| 1978  | Gena Rowlands    | Myrtle Gordon       | Opening Night                                                       |
| 1979  | Jane Fonda       | Sally Hyde          | Retour                                                              |
| 1979  | Ingrid Bergman   | Charlotte           | Sonate d'automne                                                    |
| 1979  | Jill Clayburgh   | Erica               | Une femme libre                                                     |
| 1979  | Glenda Jackson   | Stevie Smith        | Stevie                                                              |
| 1979  | Geraldine Page   | Eve                 | Intérieurs                                                          |

### Années 1980
| Année | Actrice           | Rôle                          | Film                                |
| ----- | ----------------- | ----------------------------- | ----------------------------------- |
| 1980  | Sally Field       | Norma Rae Webster             | Norma Rae                           |
| 1980  | Jill Clayburgh    | Caterina Silveri              | La luna                             |
| 1980  | Lisa Eichhorn     | Jean Moreton                  | Yanks                               |
| 1980  | Jane Fonda        | Kimberly Wells                | Le Syndrome chinois                 |
| 1980  | Marsha Mason      | Dr. Alexandra Kendall         | Promises in the Dark                |
| 1981  | Mary Tyler Moore  | Beth Jarrett                  | Des gens comme les autres           |
| 1981  | Ellen Burstyn     | Edna Mae McCauley             | Résurrection                        |
| 1981  | Nastassja Kinski  | Tess Durbeyfield              | Tess                                |
| 1981  | Deborah Raffin    | Lena Canada                   | Touched by Love                     |
| 1981  | Gena Rowlands     | Gloria Swenson                | Gloria                              |
| 1982  | Meryl Streep      | Sarah Woodruff / Anna         | La Maîtresse du lieutenant français |
| 1982  | Sally Field       | Megan Carter                  | Absence de malice                   |
| 1982  | Katharine Hepburn | Ethel Thayer                  | La Maison du lac                    |
| 1982  | Diane Keaton      | Louise Bryant                 | Reds                                |
| 1982  | Sissy Spacek      | Nita Longley                  | L'Homme dans l'ombre                |
| 1983  | Meryl Streep      | Sophie Zawistowski            | Le Choix de Sophie                  |
| 1983  | Diane Keaton      | Faith Dunlap                  | L'Usure du temps                    |
| 1983  | Jessica Lange     | Frances Farmer                | Frances                             |
| 1983  | Sissy Spacek      | Beth Horman                   | Missing                             |
| 1983  | Debra Winger      | Paula Pokrifki                | Officier et Gentleman               |
| 1984  | Shirley MacLaine  | Aurora Greenway               | Tendres Passions                    |
| 1984  | Jane Alexander    | Carol Amen                    | Le Dernier Testament                |
| 1984  | Bonnie Bedelia    | Shirley Roque                 | Pied au plancher                    |
| 1984  | Meryl Streep      | Karen Silkwood                | Le Mystère Silkwood                 |
| 1984  | Debra Winger      | Emma Greenway-Horton          | Tendres Passions                    |
| 1985  | Sally Field       | Edna Spalding                 | Les Saisons du cœur                 |
| 1985  | Diane Keaton      | Kate Soffel                   | Mrs. Soffel                         |
| 1985  | Jessica Lange     | Jewell Ivy                    | Les Moissons de la colère           |
| 1985  | Vanessa Redgrave  | Olive Chancellor              | Les Bostoniennes                    |
| 1985  | Sissy Spacek      | Mae Garvey                    | La Rivière                          |
| 1986  | Whoopi Goldberg   | Celie Johnson                 | La Couleur pourpre                  |
| 1986  | Anne Bancroft     | Miriam Ruth                   | Agnès de Dieu                       |
| 1986  | Cher              | Florence « Rusty » Dennis     | Mask                                |
| 1986  | Geraldine Page    | Carrie Watts                  | Mémoires du Texas                   |
| 1986  | Meryl Streep      | Karen Blixen                  | Out of Africa : Souvenirs d'Afrique |
| 1987  | Marlee Matlin     | Sarah Norman                  | Les Enfants du silence              |
| 1987  | Julie Andrews     | Stephanie Anderson            | Duo pour une soliste                |
| 1987  | Anne Bancroft     | Thelma Cates                  | Goodnight Mother                    |
| 1987  | Farrah Fawcett    | Marjorie                      | Extremities                         |
| 1987  | Sigourney Weaver  | Ellen Ripley                  | Aliens, le retour                   |
| 1988  | Sally Kirkland    | Anna                          | Anna                                |
| 1988  | Rachel Chagall    | Wanda Wilcox                  | Gaby                                |
| 1988  | Glenn Close       | Gabriela « Gaby » Brimmer     | Liaison fatale                      |
| 1988  | Faye Dunaway      | Alex Forrest                  | Barfly                              |
| 1988  | Barbra Streisand  | Claudia Draper                | Cinglée                             |
| 1989  | Jodie Foster      | Sarah Tobias                  | Les Accusés                         |
| 1989  | Shirley MacLaine  | Madame Sousatzka              | Madame Sousatzka                    |
| 1989  | Sigourney Weaver  | Dian Fossey                   | Gorilles dans la brume              |
| 1989  | Christine Lahti   | Annie Pope / Cynthia Manfield | À bout de course                    |
| 1989  | Meryl Streep      | Lindy Chamberlain-Creighton   | Un cri dans la nuit                 |

### Années 1990
| Année | Actrice              | Rôle                      | Film                            |
| ----- | -------------------- | ------------------------- | ------------------------------- |
| 1990  | Michelle Pfeiffer    | Susie Diamond             | Susie et les Baker Boys         |
| 1990  | Sally Field          | M'Lynn Eatenton           | Potins de femmes                |
| 1990  | Jessica Lange        | Ann Talbot                | Music Box                       |
| 1990  | Andie MacDowell      | Ann Bishop Mullany        | Sexe, Mensonges et Vidéo        |
| 1990  | Liv Ullmann          | Gabriele                  | La Roseraie                     |
| 1991  | Kathy Bates          | Annie Wilkes              | Misery                          |
| 1991  | Anjelica Huston      | Lilly Dillon              | Les Arnaqueurs                  |
| 1991  | Michelle Pfeiffer    | Katya Orlova              | La Maison Russie                |
| 1991  | Susan Sarandon       | Nora Baker                | La Fièvre d'aimer               |
| 1991  | Joanne Woodward      | India Bridge              | Mr and Mrs Bridge               |
| 1992  | Jodie Foster         | Clarice Starling          | Le Silence des agneaux          |
| 1992  | Annette Bening       | Virginia Hill             | Bugsy                           |
| 1992  | Geena Davis          | Thelma Dickinson          | Thelma et Louise                |
| 1992  | Laura Dern           | Rose                      | Rambling Rose                   |
| 1992  | Susan Sarandon       | Louise Sawyer             | Thelma et Louise                |
| 1993  | Emma Thompson        | Margaret Schlegel         | Retour à Howards End            |
| 1993  | Mary McDonnell       | May-Alice Culhane         | Passion Fish                    |
| 1993  | Michelle Pfeiffer    | Lurene Hallett            | Love Field                      |
| 1993  | Susan Sarandon       | Michaela Odone            | Lorenzo                         |
| 1993  | Sharon Stone         | Catherine Tramell         | Basic Instinct                  |
| 1994  | Holly Hunter         | Ada McGrath               | La Leçon de piano               |
| 1994  | Juliette Binoche     | Julie de Courcy           | Trois Couleurs : Bleu           |
| 1994  | Michelle Pfeiffer    | Ellen Olenska             | Le Temps de l'innocence         |
| 1994  | Emma Thompson        | Sally Kenton              | Les Vestiges du jour            |
| 1994  | Debra Winger         | Martha Horgan             | Une femme dangereuse            |
| 1995  | Jessica Lange        | Carly Marshall            | Blue Sky                        |
| 1995  | Jodie Foster         | Nell Kellty               | Nell                            |
| 1995  | Jennifer Jason Leigh | Dorothy Parker            | Mrs Parker et le Cercle vicieux |
| 1995  | Miranda Richardson   | Vivienne Haigh-Wood Eliot | Tom et Viv                      |
| 1995  | Meryl Streep         | Gail Hartman              | La Rivière sauvage              |
| 1996  | Sharon Stone         | Ginger McKenna            | Casino                          |
| 1996  | Susan Sarandon       | Helen Prejean             | La Dernière Marche              |
| 1996  | Elisabeth Shue       | Sera                      | Leaving Las Vegas               |
| 1996  | Meryl Streep         | Francesca Johnson         | Sur la route de Madison         |
| 1996  | Emma Thompson        | Elinor Dashwood           | Raison et Sentiments            |
| 1997  | Brenda Blethyn       | Cynthia Rose Purley       | Secrets et Mensonges            |
| 1997  | Courtney Love        | Althea Leasure            | Larry Flynt                     |
| 1997  | Kristin Scott Thomas | Katharine Clifton         | Le Patient anglais              |
| 1997  | Meryl Streep         | Lee Wakefield Lacker      | Simples Secrets                 |
| 1997  | Emily Watson         | Bess McNeill              | Breaking the Waves              |
| 1998  | Judi Dench           | Victoria                  | La Dame de Windsor              |
| 1998  | Helena Bonham Carter | Kate Croy                 | Les Ailes de la colombe         |
| 1998  | Jodie Foster         | Eleanor Arroway           | Contact                         |
| 1998  | Jessica Lange        | Ginny Cook Smith          | Secrets                         |
| 1998  | Kate Winslet         | Rose DeWitt Bukater       | Titanic                         |
| 1999  | Cate Blanchett       | Élisabeth Ire             | Elizabeth                       |
| 1999  | Fernanda Montenegro  | Isadora « Dora » Teixeira | Central do Brasil               |
| 1999  | Susan Sarandon       | Jackie Harrison           | Ma meilleure ennemie            |
| 1999  | Meryl Streep         | Kate Gulden               | Contre-jour                     |
| 1999  | Emily Watson         | Jacqueline du Pré         | Hilary et Jackie                |

### Années 2000
| Année | Actrice              | Rôle                          | Film                               |
| ----- | -------------------- | ----------------------------- | ---------------------------------- |
| 2000  | Hilary Swank         | Brandon Teena                 | Boys Don't Cry                     |
| 2000  | Annette Bening       | Carolyn Burnham               | American Beauty                    |
| 2000  | Julianne Moore       | Sarah Miles                   | La Fin d'une liaison               |
| 2000  | Meryl Streep         | Roberta Guaspari              | La Musique de mon cœur             |
| 2000  | Sigourney Weaver     | Alice Goodwin                 | Une carte du monde                 |
| 2001  | Julia Roberts        | Erin Brockovich               | Erin Brockovich, seule contre tous |
| 2001  | Joan Allen           | Laine Hanson                  | Manipulations                      |
| 2001  | Björk                | Selma Jezkova                 | Dancer in the Dark                 |
| 2001  | Ellen Burstyn        | Sara Goldfarb                 | Requiem for a Dream                |
| 2001  | Laura Linney         | Sammy Prescott                | Tu peux compter sur moi            |
| 2002  | Sissy Spacek         | Ruth Fowler                   | In the Bedroom                     |
| 2002  | Halle Berry          | Leticia Musgrove              | À l'ombre de la haine              |
| 2002  | Judi Dench           | Iris Murdoch                  | Iris                               |
| 2002  | Nicole Kidman        | Grace Stewart                 | Les Autres                         |
| 2002  | Tilda Swinton        | Margaret Hall                 | Bleu profond                       |
| 2003  | Nicole Kidman        | Virginia Woolf                | The Hours                          |
| 2003  | Salma Hayek          | Frida Kahlo                   | Frida                              |
| 2003  | Diane Lane           | Connie Sumner                 | Infidèle                           |
| 2003  | Julianne Moore       | Cathy Whitaker                | Loin du paradis                    |
| 2003  | Meryl Streep         | Clarissa Vaughan              | The Hours                          |
| 2004  | Charlize Theron      | Aileen Wuornos                | Monster                            |
| 2004  | Cate Blanchett       | Veronica Guerin               | Veronica Guerin                    |
| 2004  | Scarlett Johansson   | Griet                         | La Jeune Fille à la perle          |
| 2004  | Nicole Kidman        | Ada Monroe                    | Retour à Cold Mountain             |
| 2004  | Uma Thurman          | Beatrix Kiddo                 | Kill Bill : Volume 1               |
| 2004  | Evan Rachel Wood     | Tracy Feeland                 | Thirteen                           |
| 2005  | Hilary Swank         | Maggie Fitzgerald             | Million Dollar Baby                |
| 2005  | Scarlett Johansson   | Pursy Kim                     | Love Song                          |
| 2005  | Nicole Kidman        | Anna                          | Birth                              |
| 2005  | Imelda Staunton      | Vera                          | Vera Drake                         |
| 2005  | Uma Thurman          | Beatrix Kiddo                 | Kill Bill : Volume 2               |
| 2006  | Felicity Huffman     | Bree Osbourne                 | Transamerica                       |
| 2006  | Maria Bello          | Edie Stall                    | A History of Violence              |
| 2006  | Gwyneth Paltrow      | Catherine Posey               | Proof                              |
| 2006  | Charlize Theron      | Josey Aimes                   | L'Affaire Josey Aimes              |
| 2006  | Zhang Ziyi           | Chiyo Sakamoto / Sayuri Nitta | Mémoires d'une geisha              |
| 2007  | Helen Mirren         | Élisabeth II                  | The Queen                          |
| 2007  | Penélope Cruz        | Raimunda                      | Volver                             |
| 2007  | Judi Dench           | Barbara Covett                | Chronique d'un scandale            |
| 2007  | Maggie Gyllenhaal    | Sherry Swanson                | Sherrybaby                         |
| 2007  | Kate Winslet         | Sarah Pierce                  | Little Children                    |
| 2008  | Julie Christie       | Fiona Anderson                | Loin d'elle                        |
| 2008  | Cate Blanchett       | Élisabeth Ire                 | Elizabeth : l'Âge d'or             |
| 2008  | Jodie Foster         | Erica Bain                    | À vif                              |
| 2008  | Angelina Jolie       | Mariane Pearl                 | Un cœur invaincu                   |
| 2008  | Keira Knightley      | Cecilia Tallis                | Reviens-moi                        |
| 2009  | Kate Winslet         | April Wheeler                 | Les Noces rebelles                 |
| 2009  | Anne Hathaway        | Kym Bachman                   | Rachel se marie                    |
| 2009  | Angelina Jolie       | Christine Collins             | L'Échange                          |
| 2009  | Meryl Streep         | Aloysious Bouvier             | Doute                              |
| 2009  | Kristin Scott Thomas | Juliette Fontaine             | Il y a longtemps que je t'aime     |

### Années 2010
| Année | Actrice           | Rôle                          | Film                                                 |
| ----- | ----------------- | ----------------------------- | ---------------------------------------------------- |
| 2010  | Sandra Bullock    | Leigh Anne Tuohy              | The Blind Side                                       |
| 2010  | Emily Blunt       | Victoria                      | Victoria : Les Jeunes Années d'une reine             |
| 2010  | Helen Mirren      | Sophie Tolstoï                | Tolstoï, le dernier automne                          |
| 2010  | Carey Mulligan    | Jenny Mellor                  | Une éducation                                        |
| 2010  | Gabourey Sidibe   | Claireece « Precious » Jones  | Precious                                             |
| 2011  | Natalie Portman   | Nina Sayers                   | Black Swan                                           |
| 2011  | Halle Berry       | Frankie / Genius / Alice      | Frankie et Alice                                     |
| 2011  | Nicole Kidman     | Becca Corbett                 | Rabbit Hole                                          |
| 2011  | Jennifer Lawrence | Ree Dolly                     | Winter's Bone                                        |
| 2011  | Michelle Williams | Cindy Hiller                  | Blue Valentine                                       |
| 2012  | Meryl Streep      | Margaret Thatcher             | La Dame de fer                                       |
| 2012  | Glenn Close       | Albert Nobbs                  | Albert Nobbs                                         |
| 2012  | Viola Davis       | Aibileen Clark                | La Couleur des sentiments                            |
| 2012  | Rooney Mara       | Lisbeth Salander              | Millénium : Les Hommes qui n'aimaient pas les femmes |
| 2012  | Tilda Swinton     | Eva Khatchadourian            | We Need to Talk about Kevin                          |
| 2013  | Jessica Chastain  | Maya Harris                   | Zero Dark Thirty                                     |
| 2013  | Marion Cotillard  | Stéphanie                     | De rouille et d'os                                   |
| 2013  | Helen Mirren      | Alma Reville                  | Hitchcock                                            |
| 2013  | Naomi Watts       | Maria Bennett                 | The Impossible                                       |
| 2013  | Rachel Weisz      | Hester Collyer                | The Deep Blue Sea                                    |
| 2014  | Cate Blanchett    | Jeannette « Jasmine » Francis | Blue Jasmine                                         |
| 2014  | Sandra Bullock    | Ryan Stone                    | Gravity                                              |
| 2014  | Judi Dench        | Philomena Lee                 | Philomena                                            |
| 2014  | Emma Thompson     | Pamela L. Travers             | Dans l'ombre de Mary                                 |
| 2014  | Kate Winslet      | Adele Wheeler                 | Last Days of Summer                                  |
| 2015  | Julianne Moore    | Alice Howland                 | Still Alice                                          |
| 2015  | Jennifer Aniston  | Claire Simmons                | Cake                                                 |
| 2015  | Felicity Jones    | Jane Hawking                  | Une merveilleuse histoire du temps                   |
| 2015  | Rosamund Pike     | Amy Elliott-Dunne             | Gone Girl                                            |
| 2015  | Reese Witherspoon | Cheryl Strayed                | Wild                                                 |
| 2016  | Brie Larson       | Joy « Ma » Newsome            | Room                                                 |
| 2016  | Cate Blanchett    | Carol Aird                    | Carol                                                |
| 2016  | Rooney Mara       | Therese Belivet               | Carol                                                |
| 2016  | Saoirse Ronan     | Eilis Lacey                   | Brooklyn                                             |
| 2016  | Alicia Vikander   | Gerda Wegener                 | Danish Girl                                          |
| 2017  | Isabelle Huppert  | Michèle Leblanc               | Elle                                                 |
| 2017  | Amy Adams         | Louise Banks                  | Premier Contact                                      |
| 2017  | Jessica Chastain  | Elizabeth Sloane              | Miss Sloane                                          |
| 2017  | Ruth Negga        | Mildred Loving                | Loving                                               |
| 2017  | Natalie Portman   | Jacqueline Kennedy-Onassis    | Jackie                                               |
| 2018  | Frances McDormand | Mildred Hayes                 | Three Billboards : Les Panneaux de la vengeance      |
| 2018  | Jessica Chastain  | Molly Bloom                   | Le Grand Jeu                                         |
| 2018  | Sally Hawkins     | Elisa Esposito                | La Forme de l'eau                                    |
| 2018  | Meryl Streep      | Katharine Graham              | Pentagon Papers                                      |
| 2018  | Michelle Williams | Gail Harris                   | Tout l'argent du monde                               |
| 2019  | Glenn Close       | Joan Castleman                | The Wife                                             |
| 2019  | Lady Gaga         | Ally Maine                    | A Star is Born                                       |
| 2019  | Nicole Kidman     | Erin Bell                     | Destroyer                                            |
| 2019  | Melissa McCarthy  | Lee Israel                    | Les Faussaires de Manhattan                          |
| 2019  | Rosamund Pike     | Marie Colvin                  | Private War                                          |

### Années 2020
| Année | Actrice            | Rôle                          | Film                               |
| ----- | ------------------ | ----------------------------- | ---------------------------------- |
| 2020  | Renée Zellweger    | Judy Garland                  | Judy                               |
| 2020  | Cynthia Erivo      | Harriet Tubman                | Harriet                            |
| 2020  | Scarlett Johansson | Nicole Barber                 | Marriage Story                     |
| 2020  | Saoirse Ronan      | Josephine March               | Les Filles du docteur March        |
| 2020  | Charlize Theron    | Megyn Kelly                   | Scandale                           |
| 2021  | Andra Day          | Billie Holiday                | Billie Holiday, une affaire d'État |
| 2021  | Viola Davis        | Ma Rainey                     | Le Blues de Ma Rainey              |
| 2021  | Vanessa Kirby      | Martha Weiss                  | Pieces of a Woman                  |
| 2021  | Frances McDormand  | Fern                          | Nomadland                          |
| 2021  | Carey Mulligan     | Cassandra « Cassie » Thomas   | Promising Young Woman              |
| 2022  | Nicole Kidman      | Lucille Ball                  | Hollywood 1953                     |
| 2022  | Jessica Chastain   | Tammy Faye Messner            | Dans les yeux de Tammy Faye        |
| 2022  | Olivia Colman      | Leda                          | The Lost Daughter                  |
| 2022  | Lady Gaga          | Patrizia Reggiani             | House of Gucci                     |
| 2022  | Kristen Stewart    | Diana Spencer                 | Spencer                            |
| 2023  | Cate Blanchett     | Lydia Tár                     | Tár                                |
| 2023  | Ana de Armas       | Marilyn Monroe                | Blonde                             |
| 2023  | Olivia Colman      | Hilary Small                  | Empire of Light                    |
| 2023  | Viola Davis        | Nanisca                       | The Woman King                     |
| 2023  | Michelle Williams  | Mitzi Fabelman                | The Fablemans                      |
| 2024  | Lily Gladstone     | Mollie Burkhart               | Killers of the Flower Moon         |
| 2024  | Annette Bening     | Diana Nyad                    | Insubmersible                      |
| 2024  | Sandra Hüller      | Sandra Voyter                 | Anatomie d'une chute               |
| 2024  | Greta Lee          | Nora Moon / Moon Na-Young     | Past Lives                         |
| 2024  | Carey Mulligan     | Felicia Montealegre-Bernstein | Maestro                            |
| 2024  | Cailee Spaeny      | Priscilla Presley             | Priscilla                          |
| 2025  | Fernanda Torres    | Eunice Paiva                  | Je suis toujours là                |
| 2025  | Pamela Anderson    | Shelley                       | The Last Showgirl                  |
| 2025  | Angelina Jolie     | Maria Callas                  | Maria                              |
| 2025  | Nicole Kidman      | Romy Mathis                   | Babygirl                           |
| 2025  | Tilda Swinton      | Martha                        | La Chambre d'à côté                |
| 2025  | Kate Winslet       | Lee Miller                    | Lee Miller                         |

## Récompenses multiples
- 3 : Ingrid Bergman, Cate Blanchett, Jane Fonda, Meryl Streep
- 2 : Jane Wyman, Rosalind Russell, Shirley MacLaine, Geraldine Page, Hilary Swank, Joanne Woodward, Jodie Foster, Sally Field, Nicole Kidman

## Nominations multiples
- 14 : Meryl Streep
- 7 : Nicole Kidman
- 6 : Faye Dunaway, Katharine Hepburn, Geraldine Page
- 5 : Anne Bancroft, Ingrid Bergman, Cate Blanchett, Jane Fonda, Jodie Foster, Glenda Jackson, Jessica Lange, Susan Sarandon, Joanne Woodward,Kate Winslet
- 4 : Ellen Burstyn, Judi Dench, Sally Field, Audrey Hepburn, Diane Keaton, Shirley MacLaine, Michelle Pfeiffer, Sissy Spacek, Elizabeth Taylor, Emma Thompson, Liv Ullmann,
- 3 : Jessica Chastain, Glenn Close, Helen Mirren, Julianne Moore, Vanessa Redgrave, Gena Rowlands, Jean Simmons, Sigourney Weaver, Debra Winger, Natalie Wood
- 2 : Lady Gaga, Annette Bening, Halle Berry, Sandra Bullock, Leslie Caron, Julie Christie, Jill Clayburgh, Bette Davis, Olivia de Havilland, Scarlett Johansson, Angelina Jolie, Deborah Kerr, Anna Magnani, Rooney Mara, Marsha Mason, Melina Mercouri, Sarah Miles, Rosamund Pike, Natalie Portman, Lee Remick, Rosalind Russell, Kristin Scott Thomas, Simone  Signoret, Maggie Smith, Sharon Stone, Barbra Streisand, Hilary Swank, Tilda Swinton, Charlize Theron, Uma Thurman, Emily Watson, Michelle Williams, Shelley Winters, Jane Wyman

## Candidates par nationalité
Les Golden Globes se déroulant aux États-Unis, ils sont le reflet de la production cinématographique de ce pays et la majorité des personnes primées sont étasuniennes. Cependant, plusieurs actrices nommées au Golden Globe de la meilleure actrice dans un film dramatique sont d'une ou plusieurs autres nationalités :
- Afrique du Sud : Charlize Theron ;
- Allemagne : Marlene Dietrich, Sandra Hüller, Nastassja Kinski, Romy Schneider ;
- Australie : Cate Blanchett, Nicole Kidman ;
- Belgique : Audrey Hepburn ;
- Brésil : Fernanda Montenegro, Fernanda Torres ;
- Cambodge : Angelina Jolie ;
- Canada : Pamela Anderson, Geneviève Bujold ;
- Chine : Zhang Ziyi ;
- Cuba : Ana de Armas,
- Danemark : Scarlett Johansson ;
- Espagne : Ana de Armas, Penélope Cruz ;
- France : Anouk Aimée, Juliette Binoche, Leslie Caron, Marion Cotillard, Isabelle Huppert, Romy Schneider, Kristin Scott Thomas, Simone Signoret, Marina Vlady ;
- Grèce : Melina Mercouri ;
- Irlande : Ruth Negga, Saoirse Ronan ;
- Islande : Björk ;
- Israël : Natalie Portman ;
- Italie : Anna Magnani, Alida Valli ;
- Liban : Salma Hayek ;
- Mexique : Salma Hayek ;
- Norvège : Liv Ullmann ;
- Pologne : Ida Kamińska ;
- Royaume-Uni : Julie Andrews, Brenda Blethyn, Emily Blunt, Helena Bonham Carter, Julie Christie, Olivia Colman, Judi Dench, Samantha Eggar, Cynthia Erivo, Edith Evans, Greer Garson, Olivia de Havilland, Sally Hawkins, Audrey Hepburn, Anne Heywood, Glenda Jackson, Glynis Johns, Felicity Jones, Deborah Kerr, Vanessa Kirby, Keira Knightley, Vivien Leigh, Virginia McKenna, Sarah Miles, Helen Mirren, Carey Mulligan, Rosamund Pike, Vanessa Redgrave, Beryl Reid, Miranda Richardson, Rachel Roberts, Kristin Scott Thomas, Jean Simmons, Maggie Smith, Imelda Staunton, Tilda Swinton, Elizabeth Taylor, Emma Thompson, Emily Watson, Naomi Watts, Rachel Weisz, Kate Winslet, Susannah York ;

- Suède : Ingrid Bergman, Alicia Vikander.